# História de São Cristóvão e Neves
Habitadas pelos caraíbas até 1493, até a chegada de Colombo, atualmente a maioria dos habitantes descende dos escravos africanos. São Cristóvão foi colonizada pelos ingleses em 1623, já Neves apenas em 1628. Os franceses tomam São Cristóvão em 1627 e nela permanecem até 1782 quando os ingleses obtêm uma vitória decisiva na Colina Brimstone e as ilhas passam permanentemente ao controle britânico. As ilhas são unidas em 1882 juntamente com Anguila e integram a Federação das Índias Ocidentais em 1958, que posteriormente foi dissolvida em 1962. Em 1967, São Cristóvão-Neves-Anguila torna-se um estado associado ao Reino Unido. Em 1980, Anguila separa-se e São Cristóvão e Neves tornou-se independente em 19 de setembro de 1983.
A economia do país foi prejudicada nos anos 80 a causa da queda do preço internacional do açúcar. O Governo esforçou-se para reduzir essa dependência por meio da diversificação da economia, promovendo o turismo e os serviços financeiros.
Em 1990, o Primeiro-Ministro de Neves, Vance Amory, tentou romper seus laços federativos com São Cristóvão em 1992, mas a ideia não foi aprovada em referendo e nova tentativa foi feita em 1998 quando 62% da população votou pela secessão de Neves, mas como não foram alcançados os dois terços necessários para a aprovação da medida a ideia foi abandonada até recentemente quando Amori reiniciou o processo constitucional com vistas à separação. Em setembro do mesmo ano, o furacão Georges causou aproximadamente 445 milhões de dólares em danos, e limitou o crescimento do PIB para aquele ano.
Kennedy Simmonds, líder do Movimento de Ação Popular foi o Primeiro-Ministro até 1995, quando é derrotado em eleições gerais pelo Partido Trabalhista de São Cristóvão e Neves cujo líder, Denzil Douglas, torna-se Primeiro-Ministro. Douglas e os Trabalhistas tornam a vencer linda as eleições em 2000 e 2004. Em 19 de Setembro de 2023, São Cristóvão e Neves completou 40 anos de independência do Reino Unido, dentre a qual houve uma reunião feita pelo governo de São Cristóvão e Neves no dia 13 de Setembro de 2023, seis dias antes da comemoração dos 40 anos da independência onde foi discutido como tema os compromissos da Agenda das Nações Unidas para o Desenvolvimento Sustentável dentre a qual tem objetivos para alcançar em 2030.